# Peter Michael Neumann
Peter Michael Neumann (Oxford, 28 de dezembro de 1940 – 18 de dezembro de 2020) foi um matemático britânico.
Filho dos também matemáticos Bernhard Neumann e de Hanna Neumann. Estudou no The Queen's College da Universidade de Oxford, obtendo o bacharelato em 1963. Obteve o doutorado em 1966, orientado por Graham Higman, com a tese A Study of Some Finite Permutation Groups. Foi em seguida tutor e fellow do The Queen's College, e a partir de 1967 Lecturer na Universidade de Oxford. Em 2008 aposentou-se.
Peter Neumann trabalhou principalmente com teoria dos grupos, por exemplo grupos de permutação finitos e infinitos, grupos resolúveis, algoritmos em teoria dos grupos, combinatória, matrizes sobre corpos finitos, história da teoria dos grupos (por exemplo, sobre Issai Schur e Évariste Galois).
Editou em 2004 em parceria com Julia Thompson e A. J. S. Mann as obras reunidas do pioneiro da teoria dos grupos William Burnside (Oxford University Press) e em 2011 editou as obras de Évariste Galois (European Mathematical Society).

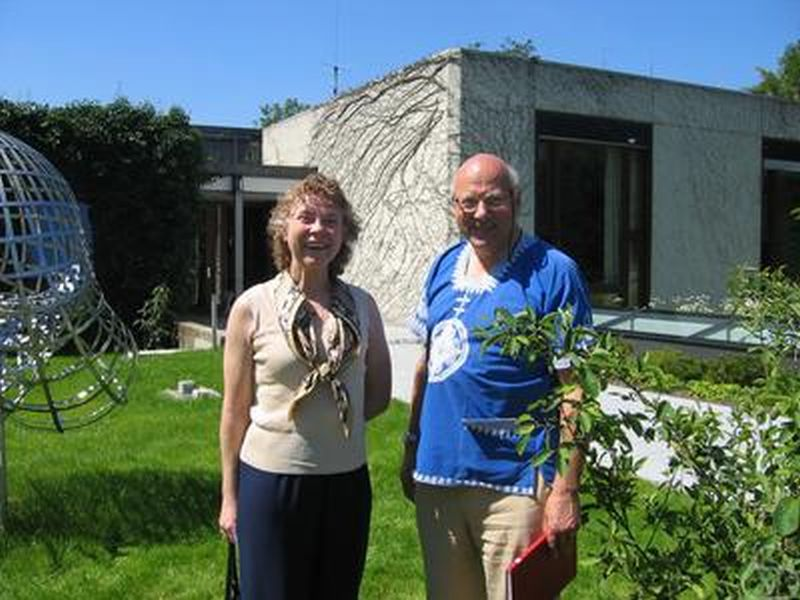
Peter Neumann com Cheryl Praeger (esquerda), Instituto de Pesquisas Matemáticas de Oberwolfach 2007

Em 2003 recebeu o Prêmio Whitehead Sênior. É desde 2008 portador da Ordem do Império Britânico (OBE). É presidente da Sociedade Britânica para a História da Matemática. Em 1987 recebeu o Prêmio Lester R. Ford da Mathematical Association of America..
Neumann morreu em 18 de dezembro de 2020, vitimado pela COVID-19.

## Obras
- com Simon Blackburn, Geetha Venkataraman Enumeration of finite groups, Cambridge University Press 2007
- com Gabrielle Stoy, Edward Thompson Groups and Geometry, Oxford 1994